# Parafia św. Katarzyny Aleksandryjskiej Dziewicy i Męczennicy w Korczewie
Parafia Świętej Katarzyny Aleksandryjskiej Dziewicy i Męczennicy w Korczewie – parafia rzymskokatolicka, znajdująca się w diecezji włocławskiej, w dekanacie zduńskowolskim. 

## Proboszczowie
- do 2020 – ks. kan. mgr Janusz Gozdalik (zm. 2020)
- od 2020 do 2025 – ks. dr. Michał Styczyński
- od 2025 – ks. mgr lic. Robert Dynakowski